# O-yatoi gaikokujin
Als o-yatoi gaikokujin (japanisch お雇い外国人, „Kontraktausländer“) bezeichnet man im Japanischen ausländische Experten, die in der zweiten Hälfte des 19. Jahrhunderts ins Land gerufen wurden, um die Modernisierung Japans zu beschleunigen.
Die „Kontraktausländer“ sollten neue, westliche Technik einführen und japanische Spezialisten ausbilden. Einige waren nebenher auch als Missionare tätig. Mehr als die Hälfte kam aus dem angelsächsischen Raum. Eine Liste vom März 1872 nennt 214 Personen, darunter 119 Engländer, 50 Franzosen, 16 Amerikaner, 9 Chinesen und 8 Preußen. Diese Tendenz bleibt auch danach in etwa gleich. Für die Zeit von 1868 bis 1889 lassen sich in den Unterlagen der Regierung insgesamt 2690 Personen nachweisen, darunter 1.127 Briten, 414 Amerikaner, 333 Franzosen, 250 Chinesen, 215 Deutsche, und 99 Niederländer. Sie wurden hoch geschätzt und entsprechend entlohnt. Im Jahre 1874 gab es 520 Kontraktausländer, deren Gehälter mit 2,272 Millionen Yen recht hoch waren. So machten die Gehälter für Ausländer auf dem Höhepunkt etwa ein Drittel des regulären Jahresetats des Ministeriums für öffentliche Arbeiten und ein Drittel des Budgets für die Kaiserliche Universität Tokio aus. Entsprechend stark war das Interesse der japanischen Regierung an einer raschen Ablösung durch einheimische Fachkräfte.
Mit dem Ende der Exterritorialität im Jahre 1899 wurde dieses System abgeschafft. Einige Ausländer wie Lafcadio Hearn, Josiah Conder und Edwin Dun blieben in anderen Beschäftigungsverhältnissen weiter im Lande. Während die Zahl der von der Regierung angestellten ausländischen Experten zur Jahrhundertwende hin abnahm, erreichte sie im Privatsektor nach niedrigem Niveau in der frühen Meiji-Zeit erst 1897 ihr Maximum. Einige „Kontraktausländer“ trugen auch zur Modernisierung des benachbarten Korea bei.

## Bekannte „Kontraktausländer“

### Humanmedizin und Tiermedizin
- Erwin von Bälz, Internist
- Leopold Müller, Militärarzt
- Theodor Hoffmann, Militärarzt
- Johannes Ludwig Janson, Veterinärmediziner
- Ferdinand Adalbert Junker von Langegg, Arzt
- Julius Scriba, Chirurg
- Wilhelm Dönitz, Anatom
- Hans Gierke, Anatom
- Heinrich Botho Scheube, Internist
- Wilhelm Schultze, Militärarzt
- Ernst Ziegel, Physiologe
- Joseph Disse, Anatom

### Jurisprudenz, Verwaltung und Wirtschaftswissenschaften
- Henry Willard Denison, US-amerikanischer Jurist
- Georg Michaelis, Jurist
- Ottmar von Mohl, Jurist, Diplomat
- Albert Mosse, Jurist
- Otfried Nippold, Jurist
- Karl Rathgen, Verwaltungsjurist
- Hermann Roesler, Nationalökonom
- Ludwig Loenholm, Jurist
- Gustave Emile Boissonade, Jurist
- Paul Mayet, Statistiker, Sozialpolitiker
- Adolph von Wenckstern, Nationalökonom
- Heinrich Waentig, Nationalökonom

### Militärwesen
- Jules Brunet, Artillerie-Offizier.
- Léonce Verny, Erbauer des Yokosuka-Arsenals.
- Carl Köppen, Feldwebel
- Jacob Meckel, Major
- Francis Brinkley, Militärwissenschaften
- Henry Walton Grinnell, Marineoffizier

### Naturwissenschaften und Mathematik
- Thomas Corwin Mendenhall, Physiker
- Franz Hilgendorf, Zoologe
- Ludwig Döderlein, Zoologe
- Edward S. Morse, Zoologe
- Charles Otis Whitman, Zoologe, Nachfolger von Morse
- Edmund Naumann, Geologe
- Curt Adolph Netto, Metallurge
- James Alfred Ewing, Physiker, Ingenieur
- Oskar Kellner, Agrikulturchemiker, Tierernährungswissenschaftler
- Oskar Korschelt, Chemiker
- Oskar Loew, Agrarchemiker
- Erwin Knipping, Meteorologe
- Karl Hefele, Forstwirtschaftler
- Eustachius Grasmann, Forstwissenschaftler
- William P. Brooks, Agrarwissenschaftler
- William Smith Clark, Agrarexperte
- Horace Capron, Agrarexperte
- Edwin Dun, Agrarexperte
- John Milne, Geologe, Seismologe

### Ingenieurwissenschaften
- Edmund Morel, Ingenieur
- Francis Henry Trevithick, Eisenbahningenieur
- Hermann Rumschöttel, Eisenbahningenieur
- Richard Francis Trevithick, Eisenbahningenieur
- Rudolf Lehmann, Ingenieur
- Johannis de Rijke, Flussbauingenieur
- Gottfried Wagener, Chemiker, Technologe
- Wilhelm Heise, Ingenieur
- Henry Dyer, Ingenieur
- George Arnold Escher, Ingenieur
- John Alexander Low Waddell, Ingenieur, Brückenbauer
- Charles Dickinson West, Ingenieur, Schiffsbauer
- Thomas James Waters, Ingenieur, Architekt
- Wilhelm Böckmann, Architekt
- Josiah Conder, Architekt
- William Edward Ayrton, Physiker, Elektroingenieur
- Cornelis Johannes van Doorn, Bauingenieur

### Kunst und Musik
- Edoardo Chiossone, Grafiker
- Luther Whiting Mason, Musiker, Musikpädagoge
- Ernest Francisco Fenollosa, Kunstkritiker
- Franz Eckert, Komponist, Musiker
- Rudolf Dittrich, Musiker
- Antonio Fontanesi, Maler
- Vincenzo Ragusa, Bildhauer
- Charles Edouard Gabriel Leroux, Musiker, Komponist

### Geistes- und Erziehungswissenschaften
- Raphael von Koeber, Philosoph
- Ernest Francisco Fenollosa, Philosoph, Ostasienwissenschaftler
- Basil Hall Chamberlain, Sprachwissenschaftler, Japanologe
- Lafcadio Hearn, Sprachlehrer, Schriftsteller
- Viktor Holtz, Pädagoge
- Karl Florenz, Sprachwissenschaftler, Japanologe
- Emil Hausknecht, Pädagoge, Anglist
- Rudolf Lange, Dozent für Deutsch, Latein und Geographie, Japanologe

### Missionare
- William Elliot Griffis, Missionar, Schriftsteller
- Guido Verbeck, Missionar, Lehrer
- Horace Wilson, Missionar, Lehrer
- Thomas Theron Alexander, Missionar